# Otovice (Karlovy Vary)
Otovice (Karlovy Vary) é uma comuna checa localizada na região de Karlovy Vary, distrito de Karlovy Vary‎.